# لا ماوماو
لا ماوماو (بالإنجليزية: La'a Maomao)‏ رب الرياح البولينيزي.